# Мимиці
Мимиці (хорв. Mimice) — населений пункт у Хорватії, у Сплітсько-Далматинській жупанії у складі міста Омиш.

## Населення
Населення за даними перепису 2011 року становило 216 осіб.
Динаміка чисельності населення поселення:

## Клімат
Середня річна температура становить 14,27 °C, середня максимальна – 25,94 °C, а середня мінімальна – 2,59 °C. Середня річна кількість опадів – 857 мм.
| Клімат поселення                              | Клімат поселення | Клімат поселення | Клімат поселення | Клімат поселення | Клімат поселення | Клімат поселення | Клімат поселення | Клімат поселення | Клімат поселення | Клімат поселення | Клімат поселення | Клімат поселення | Клімат поселення |
| Показник                                      | Січ.             | Лют.             | Бер.             | Квіт.            | Трав.            | Черв.            | Лип.             | Серп.            | Вер.             | Жовт.            | Лист.            | Груд.            |                  |
| Середній максимум, °C                         | 10,82            | 10,06            | 12,14            | 15,42            | 20,44            | 24,40            | 25,76            | 25,94            | 21,80            | 17,86            | 13,57            | 11,18            |                  |
| Середня температура, °C                       | 7,09             | 6,31             | 8,42             | 11,67            | 16,72            | 20,63            | 23,13            | 23,33            | 19,18            | 15,27            | 10,93            | 8,56             |                  |
| Середній мінімум, °C                          | 3,32             | 2,59             | 4,67             | 7,92             | 12,97            | 16,90            | 20,52            | 20,70            | 16,58            | 12,64            | 8,33             | 5,96             |                  |
| Норма опадів, мм                              | 78               | 66               | 71               | 71               | 58               | 52               | 36               | 50               | 72               | 95               | 112              | 96               |                  |
| Середньомісячна швидкість вітру, м/с          | 3.53             | 3.80             | 3.84             | 3.48             | 3.08             | 2.79             | 2.80             | 2.69             | 3.07             | 3.23             | 3.97             | 4.01             |                  |
| Середньомісячна сонячна радіація, кДж/м²·день | 5502             | 8257             | 11949            | 16378            | 20183            | 23015            | 24572            | 21733            | 16112            | 10477            | 5998             | 4661             |                  |
| --------------------------------------------- | ---------------- | ---------------- | ---------------- | ---------------- | ---------------- | ---------------- | ---------------- | ---------------- | ---------------- | ---------------- | ---------------- | ---------------- | ---------------- |
| Джерело:                                      |                  |                  |                  |                  |                  |                  |                  |                  |                  |                  |                  |                  |                  |